# Kościół Anglikański w Japonii
Kościół Anglikański w Japonii (jap. 日本聖公会 Nippon Sei Ko Kai (NSKK); właśc. transkr. Nippon Sei-kōkai, dosł. Anglikański Kościół Japonii, Anglican Church of Japan) – chrześcijański związek wyznaniowy działający w Japonii, zaliczany do Kościołów anglikańskich. Członek Wspólnoty anglikańskiej oraz Światowej Rady Kościołów. Liczy ok. 57 tysięcy wiernych (2006), co daje mu pozycję trzeciego pod względem liczebności Kościoła chrześcijańskiego w Japonii, po Kościele katolickim i Zjednoczonym Kościele Chrystusa w Japonii. 

## Historia
Początek obecności anglikanizmu w Japonii datowany jest na 1859 rok, kiedy przybyli pierwsi dwaj misjonarze z Kościoła Episkopalnego w Stanach Zjednoczonych. Wkrótce potem swoje misje przysłały do Japonii także Kościół Anglii oraz Kościół Anglikański Kanady. Każdy z nich utworzył początkowo odrębne struktury. 
W 1878 roku pochodzący z USA biskup Channing Moore Williams podjął próbę zjednoczenia wszystkich japońskich anglikanów w jeden Kościół, który formalnie zaczął działać w 1887 roku. 
W 1923 roku po raz pierwszy sakrę biskupią uzyskał Japończyk (wcześniej biskupami byli wyłącznie zagraniczni misjonarze). W 1930 Kościół został przyjęty do Wspólnoty anglikańskiej, co stanowiło ostateczny dowód jego uznania przez inne denominacje anglikańskie z całego świata.

## Struktura
Kościół dzieli się na 315 parafii zgrupowanych w 11 diecezjach, z biskupami diecezjalnymi na czele. Jeden z biskupów pełni dodatkowo funkcję prymasa Kościoła, mającą znaczenie głównie reprezentacyjne i honorowe. Od 2006 roku jest to Nathaniel Makoto Uematsu, biskup Hokkaido. Duchowieństwo Kościoła liczy 288 osób, dodatkowo 219 świeckich ma uprawnienia lektorów (wszystkie statystyki z 1 stycznia 2006).

### Diecezje
- Diecezja Chūbu
- Diecezja Hokkaido
- Diecezja Jokohamy
- Diecezja Kita Kantō
- Diecezja Kobe
- Diecezja Kioto
- Diecezja Kiusiu
- Diecezja Okinawy
- Diecezja Osaki
- Diecezja Tōhoku
- Diecezja Tokio